# Helicosporidium
Helicosporidium je rod zvláštních nefotosyntetizujících zelených řas. Živí se paraziticky uvnitř těl různých skupin hmyzu, jako jsou motýli a dvoukřídlí (včetně např. mouchy domácí a komára Anopheles).

## Popis
Vyznačují se typickým stádiem odolné cysty, uvnitř níž jsou tři vejcovité buňky a jedna podlouhlá vláknitá. Není dodnes jisté, zda u nich existuje nějaké volně žijící pohyblivé stádium, nebo zda již nejsou schopni ve vnějších podmínkách přežít jinak než ve formě cysty. Mají redukovaný chloroplastový genom.